# Shirahama
Shirahama (japanska: 白浜町?, Shirahama-chō) är en landskommun vid kusten i södra delen av Wakayama prefektur i Japan. Namnet Shirahama betyder vit strand. Shirahama är en semesterort och är mest känd för sina onsen (heta källor), men även den långa, halvmåneformade, stranden drar turister. 